# 消えた消防車

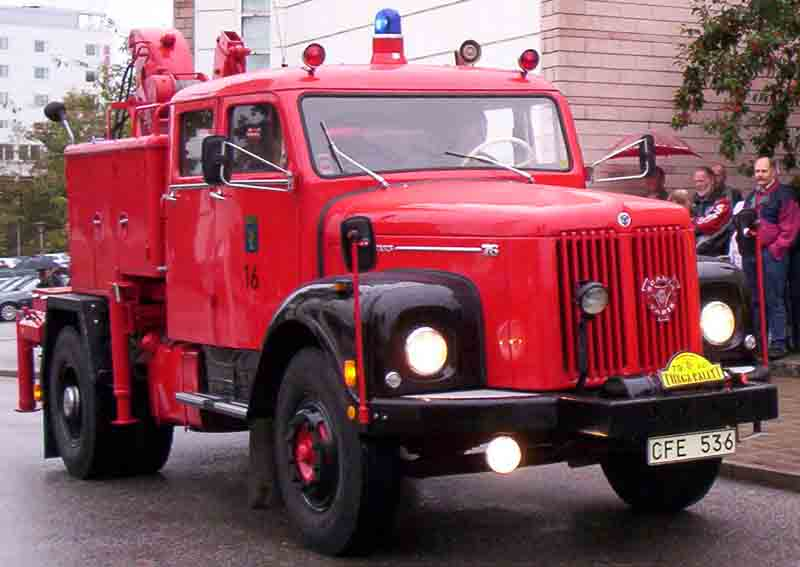
スウェーデンの消防車

『消えた消防車』（きえたしょうぼうしゃ）は、ペール・ヴァールーとマイ・シューヴァル共著によるスウェーデンの警察小説「マルティン・ベック シリーズ」の第5作である。
翻訳の原書は、ジョーン・テイト（Joan Tate）訳、パンテオン・ブックス（Pantheon Books）の英語版「The Fire Engine That Disappeared」。

## あらすじ

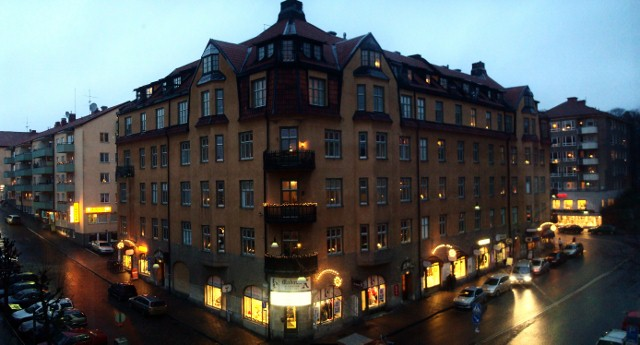
爆発現場となったスンドビュベリのアパート。

1968年3月7日23時9分、ストックホルムのスコルドガータンにある麻薬売人マルムのアパートを監視していた同僚のザクリソンに代わって刑事補佐官グンヴァルド・ラーソンが交代した直後、彼が監視していた家が突然爆発炎上する。ラーソンは決死の奮闘で何人かの住民を救うことができ、警官のサクリソンは電話ボックスから消防署に通報する。しかし到着が遅すぎて住民の何人かが死亡する。火事の現場では、その間に屋根裏部屋の少女が焼死した。一方、同日の早朝に一人の男が拳銃で自殺を図った。その男の枕元には「マルティン・ベック」と書かれたメモ書きが残されていた。自殺した男は、46歳で未だに独身。ベックはこの男の名前を聞いたことがなかった。
捜査の結果、監視下にあった麻薬売人がガス中毒で自殺し、部屋のすべての開口部をふさぎ、溜まったガスが爆発したことが判明した。犯罪者たちは今でもこの事件について疑問を抱いている。爆発の火花はどこから来たのか?また、緊急コールセンターによると、ザクリソンさんが火災を通報した時にはすでに消防車が向かっていたはずなのに、現場に到着しなかったのも不思議だ。犯罪研究所の調査結果によると、ガスは死んだ男のマットレスに隠された焼夷装置によって爆発したことが判明したため、この疑念は正当化される。
この間に、捜査官の１人エイナール・ルンは幼い息子の誕生日で、消防車を買ってやる。ところが、この消防車が行方不明になり、たまたま別の事件の捜査でストックホルムに来ていたマルメ署のモーンソンが、この消防車を見つけて見せる。
放火装置を設置した犯人は、スウェーデンにわざわざ来ていたレバノン人のプロの殺し屋であることが判明した。彼自身も、周囲にいた人に危害が及ばないように予防措置として消防署に通報していたが、地元の知識がなかったため、誤ってスンドビュベリの消防署に電話してしった。男がスウェーデンに再入国したいと考えたところ、警察に通報が入る。彼は空港での銃撃戦で死亡した。

## 登場人物
マルティン・ベック
ストックホルム警察・殺人課・主任警視
レンナルト・コルベリ
ストックホルム警察・殺人課・主任警視代理
グンヴァルド・ラーソン
ストックホルム警察・殺人課・警部
フレドリック・メランデル
ストックホルム警察・殺人課・警部
エイナール・ルン
ストックホルム警察・殺人課・刑事
ベニー・スカッケ
ストックホルム警察・殺人課・警部補
オスカー・イェルム
国立科学捜査研究所鑑識官
ペール・モーソン
マルメ警察・警部
イエーラン・マルム
自動車泥棒